# Stołbowaja (stacja kolejowa)
Stołbowaja (ros. Столбовая) – węzłowa stacja kolejowa w miejscowości Stołbowaja, w rejonie czechowskim, w obwodzie moskiewskim, w Rosji. Węzeł linii Moskwa – Kursk z Wielkim Pierścieniem Kolei Moskiewskiej.

## Historia
Stacja powstała w XIX w. na drodze żelaznej moskiewsko-krymskiej, pomiędzy stacjami Griwno i Łopasnia.